# Faure Gnassingbé
Faure Essozimna Gnassingbé Eyadéma (sinh ngày 6 tháng 6 năm 1966) là một chính trị gia và nhà độc tài Togolese, từng là Tổng thống Togo từ năm 2005. Trước khi nhậm chức tổng thống, ông được bổ nhiệm bởi cha mình, Tổng thống Gnassingbé Eyadéma, làm Bộ trưởng Bộ Thiết bị, Mỏ, Bưu chính, và Viễn thông, phục vụ từ năm 2003 đến 2005. Vào ngày 3 tháng 5 năm 2025, Faure Gnassingbé đã tuyên thệ nhậm chức Chủ tịch Hội đồng.